# 북도마뱀
북도마뱀(학명: Scincella huanrenensis 스킨켈라 후안레넨시스[*])은 도마뱀과 도마뱀속의 일종이다.

## 같이 보기
- 도마뱀과
- 도마뱀 (종)